# Бойневе
Бойневе — ентомологічний заказник місцевого значення, розташований на території села Залиман Балаклійського району Харківської області.
Площа заказника становить 17,3 гектара, статус природоохоронної території отримано у 1984 році.
Метою створення є збереження ентомофауни злаково-різнотравного степу та байрачних лісів, що збереглися в умовах Слобожанщини. Тут трапляються рідкісні та зникаючі види комах, серед яких занесені до Червоної книги України:
- Дибка степова
- Вусач-коренеїд хрестоносець
- Махаон
- Джміль пахучий
- Рофітоїдес сірий
- Мелітурга булавовуса

Останні три види є важливими запилювачами люцерни та інших бобових культур, що надає заказнику додаткової цінності з точки зору збереження агробіорізноманіття.